# Sumpgentiana
Sumpgentiana (Gentianella uliginosa) är en gentianaväxtart som först beskrevs av Carl Ludwig von Willdenow, och fick sitt nu gällande namn av Börner. Enligt Catalogue of Life ingår Sumpgentiana i släktet gentianellor och familjen gentianaväxter, men enligt Dyntaxa är tillhörigheten istället släktet gentianellor och familjen gentianaväxter. Enligt den finländska rödlistan är arten starkt hotad i Finland. Arten är reproducerande i Sverige. Artens livsmiljö är strandängar vid Östersjön. Inga underarter finns listade i Catalogue of Life.